# Lijst van zoogdieren met Nederlandse namen - C
Dit is een lijst van zoogdieren met Nederlandse namen met als beginletter van hun wetenschappelijke naam een C.
| Wetenschappelijke naam      | Eerste keuze                           | Overige Nederlandse namen | Commentaar |
| --------------------------- | -------------------------------------- | --- | ---------- |
| Cabassous centralis         | Midden-Amerikaans kaalstaartgordeldier | Noordelijk kaalstaartgordeldier, Kaalstaartgordeldier, cabassous |            |
| Cabassous chacoensis        | Chacokaalstaartgordeldier              | |            |
| Cabassous tatouay           | Groot kaalstaartgordeldier             | Zuid-Amerikaans kaalstaartgordeldier |            |
| Cabassous unicinctus        | Zuidelijk kaalstaartgordeldier         | Groot kaalstaartgordeldier |            |
| Cacajao calvus              | Gewone oeakari                         | Witte oeakari, Kale oeakari, Rode oeakari |            |
| Cacajao melanocephalus      | Zwartkopoeakari                        | Zwarte oeakari |            |
| Caenolestes fuliginosus     | Ecuadoropossummuis                     | |            |
| Calcochloris tytonis        | Somalische goudmol                     | |            |
| Callicebus barbarabrownae   | Noord-Bahiaanse blonde springaap       | |            |
| Callicebus coimbrai         | Coimbraspringaap                       | |            |
| Callicebus cupreus          | Rode springaap                         | Rode titi, kastanjebuikspringaap, kastanjebuiktiti |            |
| Callicebus hoffmannsi       | Hoffmannsspringaap                     | |            |
| Callicebus moloch           | Grijze springaap                       | Donkere titi, donkere springaap |            |
| Callicebus personatus       | Zwartkopspringaap                      | Maskertiti, maskerspringaap |            |
| Callicebus torquatus        | Weduwaapje                             | Kraagtiti, Geelhandtiti, withandtiti |            |
| Callimico goeldii           | Springtamarin                          | Goeldi-marmoset |            |
| Callithrix argentata        | Zilveraapje                            | Zwartstaartzilverzijdeaapje, zilveroeistiti, witte tamarin |            |
| Callithrix aurita           | Witoorzijdeaapje                       | Geeloorzijdeaapje |            |
| Callithrix chrysoleuca      | Geelvoetzijdeaapje                     | |            |
| Callithrix emiliae          | Snethlages zijdeaapje                  | |            |
| Callithrix flaviceps        | Geelkoppenseelaapje                    | |            |
| Callithrix geoffroyi        | Witgezichtoeistiti                     | Geoffroypenseelaapje |            |
| Callithrix humeralifera     | Witschouderzijdeaapje                  | Santarémzijdeaapje |            |
| Callithrix intermedia       | Aripuanãzijdeaapje                     | |            |
| Callithrix jacchus          | Gewoon penseelaapje                    | Witoorpenseelaapje, Witooroeistiti |            |
| Callithrix kuhlii           | Wieds zwartpluimpenseelaapje           | |            |
| Callithrix marcai           | Marca's zijdeaapje                     | |            |
| Callithrix mauesi           | Mauészijdeaapje                        | |            |
| Callithrix melanura         | Zwartstaartzijdeaapje                  | |            |
| Callithrix nigriceps        | Zwartkopzijdeaapje                     | |            |
| Callithrix penicillata      | Zwartoorpenseelaapje                   | |            |
| Callithrix pygmaea          | Dwergzijdeaapje                        | Dwergoeistiti, Pygmee-oeistiti |            |
| Callorhinus ursinus         | Noordelijke zeebeer                    | IJszeebeer |            |
| Callosciurus erythraeus     | Roodbuikeekhoorn                       | Driekleureekhoorn |            |
| Callosciurus finlaysonii    | Finlaysonklappereekhoorn               | |            |
| Callosciurus notatus        | zwartneusklappereekhoorn               | Klapperrat |            |
| Callosciurus prevostii      | Prevosts klapperrat                    | Prevostklappereekhoorn, Driekleureekhoorn |            |
| Calomys laucha              | Vespermuis                             | |            |
| Calomys musculinus          | Braziliaanse vespermuis                | |            |
| Caloprymnus campestris      | Woestijnkangoeroerat                   | Steppekangoeroerat, Woestijnratkangoeroe |            |
| Caluromys derbianus         | Derbywolhaarbuidelrat                  | |            |
| Caluromys lanatus           | Rode wolhaarbuidelrat (als C. laniger) | |            |
| Caluromys philander         | Gele wolhaarbuidelrat                  | |            |
| Caluromysiops irrupta       | Gekraagde wolhaarbuidelrat             | |            |
| Calyptophractus retusus     | Burmeistergordelmol                    | |            |
| Camelus bactrianus          | Kameel                                 | |            |
| Camelus dromedarius         | Dromedaris                             | |            |
| Canis adustus               | Gestreepte jakhals                     | |            |
| Canis aureus                | Jakhals                                | Goudjakhals, Schakel |            |
| Canis latrans               | Coyote                                 | Prairiewolf |            |
| Canis lupus                 | Wolf                                   | |            |
| Canis mesomelas             | Zadeljakhals                           | Zwartrugjakhals |            |
| Canis rufus                 | Rode wolf                              | |            |
| Canis simensis              | Ethiopische wolf                       | Ethiopische berghond, Simienvos |            |
| Cannomys badius             | Kleine bamboerat                       | |            |
| Caperea marginata           | Dwergwalvis                            | |            |
| Capra caucasica             | Kaukasische toer                       | Koebansteenbok |            |
| Capra falconeri             | Schroefhoorngeit                       | Markhoor |            |
| Capra hircus                | Bezoargeit                             | Wilde geit |            |
| Capra ibex                  | Steenbok                               | Alpensteenbok, Ibex |            |
| Capra nubiana               | Nubische steenbok                      | |            |
| Capra pyrenaica             | Spaanse steenbok                       | Iberische steenbok |            |
| Capra sibirica              | Siberische steenbok                    | Aziatische steenbok |            |
| Capra walie                 | Waliasteenbok                          | Tadjikschroefhoorngeit |            |
| Capreolus capreolus         | Ree                                    | |            |
| Capreolus pygargus          | Siberische ree                         | |            |
| Capricornis crispus         | Japanse bosgems                        | Serow, Wolhaargems |            |
| Capricornis sumatraensis    | Sumatraanse bosgems                    | Bosgems, Kambingoetan |            |
| Capricornis swinhoei        | Taiwanese bosgems                      | Formosabosgems, Oost-Chinese bosgems |            |
| Caprolagus hispidus         | Bengaals konijn                        | |            |
| Capromys pilorides          | Cubaanse hutia                         | Hutiaconga |            |
| Caracal caracal             | Caracal                                | Woestijnlynx |            |
| Cardiocranius paradoxus     | Vijfteendwergspringmuis                | |            |
| Cardioderma cor             | Hartneusvleermuis                      | |            |
| Carollia perspicillata      | Brilbladneusvleermuis                  | |            |
| Carterodon sulcidens        | Uilenstekelrat                         | |            |
| Castor canadensis           | Canadese bever                         | Amerikaanse bever, Noord-Amerikaanse bever |            |
| Castor fiber                | Bever                                  | Europese bever |            |
| Catagonus wagneri           | Chacopekari                            | |            |
| Catopuma badia              | Borneogoudkat                          | Borneokat |            |
| Catopuma temmincki          | Aziatische goudkat                     | Temmincks kat |            |
| Cavia aperea                | Cavia                                  | Guinees biggetje |            |
| Cavia fulgida               | Amazonecavia                           | |            |
| Cavia porcellus             | Tamme cavia                            | Huiscavia, Guinees biggetje, Cobaya |            |
| Cavia tschudii              | Tschudicavia                           | |            |
| Cebus albifrons             | Witvoorhoofdkapucijnaap                | Witkopkapucijnaap, Witgezichtkapucijnaap |            |
| Cebus apella                | Bruine kapucijnaap                     | Bruin kapucijnaapje, Apella, kesi-kesi, Kuifkapucijnaap, zwartkapkapucijnaap |            |
| Cebus capucinus             | Witschouderkapucijnaap                 | Gewone kapucijnaap, Witgezichtkapucijnaap, witkeelkapucijnaap |            |
| Cebus olivaceus             | Treurkapucijnaap                       | Manchettekapucijnaap |            |
| Cebus xanthosternos         | Geelborstkapucijnaap                   | |            |
| Cephalophus adersi          | Aders duiker                           | |            |
| Cephalophus dorsalis        | Zwartrugduiker                         | |            |
| Cephalophus jentinki        | Jentinkduiker                          | |            |
| Cephalophus leucogaster     | Witbuikduiker                          | |            |
| Cephalophus natalensis      | Rode duiker                            | Natalduiker |            |
| Cephalophus niger           | Zwarte duiker                          | Donkere duiker |            |
| Cephalophus nigrifrons      | Zwartvoorhoofdduiker                   | |            |
| Cephalophus rufilatus       | Blauwrugduiker                         | Roodflankduiker |            |
| Cephalophus silvicultor     | Geelrugduiker                          | |            |
| Cephalophus spadix          | Abbotts duiker                         | |            |
| Cephalophus zebra           | Zebraduiker                            | |            |
| Cephalorhynchus commersonii | Kortsnuitdolfijn                       | Commersondolfijn |            |
| Cephalorhynchus eutropia    | Witbuikige dolfijn                     | |            |
| Cephalorhynchus heavisidii  | Heavisidedolfijn                       | |            |
| Cephalorhynchus hectori     | Hectordolfijn                          | Hectors dolfijn |            |
| Ceratotherium simum         | Witte neushoorn                        | Breedlipneushoorn |            |
| Cercartetus caudatus        | Papoeabuidelslaapmuis                  | |            |
| Cercartetus concinnus       | Buideleikelmuis                        | |            |
| Cercartetus lepidus         | Kleinste dwergbuidelrat                | |            |
| Cercartetus nanus           | Kleine buideleikelmuis                 | |            |
| Cercocebus agilis           | Olijfmangabey                          | |            |
| Cercocebus atys             | Roetmangabey                           | |            |
| Cercocebus chrysogaster     | Goudbuikmangabey                       | |            |
| Cercocebus galeritus        | Mutsmangabey                           | Tanamangabey |            |
| Cercocebus sanjei           | Sanjemangabey                          | |            |
| Cercocebus torquatus        | Roodkopmangabey                        | Roodkapmangabey, Witte mangabey |            |
| Cercopithecus albogularis   | Witkeelmeerkat                         | Sykes meerkat |            |
| Cercopithecus ascanius      | roodstaartmeerkat                      | Kongowitneusmeerkat, koperstaartmeerkat |            |
| Cercopithecus campbelli     | Campbellmeerkat                        | |            |
| Cercopithecus cephus        | Knevelmeerkat                          | blauwlipmeerkat, knevelmakako, Snormeerkat |            |
| Cercopithecus denti         | Dents meerkat                          | Dentmeerkat |            |
| Cercopithecus diana         | Dianameerkat                           | |            |
| Cercopithecus dryas         | Dryasmeerkat                           | |            |
| Cercopithecus erythrogaster | Roodbuikmeerkat                        | |            |
| Cercopithecus erythrotis    | Roodneusmeerkat                        | Roodoormeerkat |            |
| Cercopithecus hamlyni       | Uilenkopmeerkat                        | uilmeerkat, Uilgezichtmeerkat |            |
| Cercopithecus lhoesti       | L'Hoëstmeerkat                         | ringbaard, bergmeerkat |            |
| Cercopithecus mitis         | Diadeemmeerkat                         | grijze meerkat, Blauwe meerkat, zilvermeerkat, gouden meerkat, Samangomeerkat |            |
| Cercopithecus mona          | Monameerkat                            | |            |
| Cercopithecus neglectus     | Brazzameerkat                          | de Brazza's meerkat, De Brazzameerkat |            |
| Cercopithecus nictitans     | Grote witneusmeerkat                   | zwarte witneusmeerkat, Witneusmeerkat |            |
| Cercopithecus petaurista    | Kleine witneusmeerkat                  | West-Afrikaanse witneusmeerkat |            |
| Cercopithecus pogonias      | Kroonmeerkat                           | Graymeerkat |            |
| Cercopithecus roloway       | Roloway                                | |            |
| Cercopithecus sclateri      | Sclaters meerkat                       | |            |
| Cercopithecus solatus       | Zonnestaartmeerkat                     | |            |
| Cercopithecus wolfi         | Wolfs meerkat                          | |            |
| Cerdocyon thous             | Krabbenetende vos                      | Savannevos |            |
| Cervus elaphus              | Edelhert                               | |            |
| Cervus nippon               | Sikahert                               | |            |
| Chaerephon gallagheri       | Gallaghers vrijstaartvleermuis         | |            |
| Chaeropus ecaudatus         | Varkenspootbuideldas                   | |            |
| Chaetodipus baileyi         | Baileymuisgoffer                       | |            |
| Chaetodipus californicus    | Californische muisgoffer               | |            |
| Chaetodipus hispidus        | Ruige goffer                           | |            |
| Chaetomys subspinosus       | Borstelstaartboomstekelvarken          | |            |
| Chaetophractus nationi      | Boliviaans behaard gordeldier          | |            |
| Chaetophractus vellerosus   | Klein behaard gordeldier               | |            |
| Chaetophractus villosus     | Bruinbehaard gordeldier                | Groot behaard gordeldier |            |
| Cheirogaleus major          | Grote katmaki                          | |            |
| Cheirogaleus medius         | Vetstaartkatmaki                       | Vetstaartdwerglemure |            |
| Cheiromeles parvidens       | Halsbandvleermuis                      | |            |
| Cheiromeles torquatus       | Naakte vleermuis                       | |            |
| Chimarrogale hantu          | Maleise waterspitsmuis                 | |            |
| Chimarrogale phaeura        | Borneowaterspitsmuis                   | |            |
| Chimarrogale platycephala   | Himalayawaterspitsmuis                 | |            |
| Chimarrogale sumatrana      | Sumatraanse waterspitsmuis             | |            |
| Chinchilla chinchilla       | Koningschinchilla                      | Chinchilla, Kortstaartchinchilla |            |
| Chinchilla lanigera         | Chinchilla                             | |            |
| Chinchillula sahamae        | Chinchillamuis                         | |            |
| Chionomys nivalis           | Sneeuwmuis                             | |            |
| Chiroderma salvini          | Salvins bladneusvleermuis              | |            |
| Chironectes minimus         | Wateropossum                           | yapok |            |
| Chiropodomys gliroides      | Pluimstaartbamboemuis                  | |            |
| Chiropotes albinasus        | Witneussaki                            | |            |
| Chiropotes chiropotes       | Roodrugsaki                            | |            |
| Chiropotes satanas          | Satansaap                              | zwarte saki, baardsaki |            |
| Chlamyphorus truncatus      | Gordelmol                              | schildmol |            |
| Chlamyphorus Retesus        | Grote gordelmol                        | |            |
| Chlorocebus aethiops        | Groene meerkat                         | grijsgroene meerkat, grivet |            |
| Chlorocebus cynosuros       | Malbrouck                              | |            |
| Chlorocebus pygerythrus     | Zuid-Afrikaanse groene meerkat         | Vervet, blauwaap |            |
| Chlorocebus sabaeus         | Geelgroene meerkat                     | |            |
| Chlorocebus tantalus        | Tantalus                               | |            |
| Chodsigoa salenskii         | Salenski's spitsmuis                   | |            |
| Choeronycteris mexicana     | Langneusvleermuis                      | |            |
| Choloepus didactylus        | Tweevingerige luiaard                  | oenau |            |
| Choloepus hoffmanni         | Hoffmannluiaard                        | Hoffmanns luiaard |            |
| Chrotogale owstoni          | Owstonpalmroller                       | Owston-palmroller, Ottercivetkat |            |
| Chrotomys gonzalesi         | Mount Isarog-gestreepte rat            | |            |
| Chrysochloris asiatica      | Kaapse goudmol                         | |            |
| Chrysochloris visagiei      | Visagies goudmol                       | |            |
| Chrysocyon brachyurus       | Manenwolf                              | |            |
| Chrysospalax trevelyani     | Reuzengoudmol                          | |            |
| Civettictis civetta         | Afrikaanse civetkat                    | |            |
| Clyomys laticeps            | Savannestekelrat                       | |            |
| Coendou bicolor             | Tweekleurig grijpstaartstekelvarken    | |            |
| Coendou prehensilis         | Grijpstaartstekelvarken                | |            |
| Coendou rothschildi         | Rothschilds grijpstaartstekelvarken    | |            |
| Coleura seychellensis       | Seychellenkokerstaartvleermuis         | |            |
| Colobus angolensis          | zuidelijke franjeaap                   | Angolafranjeaap, zuidelijke colobus, Angolese franjeaap |            |
| Colobus guereza             | Oostelijke franjeaap                   | Colobus, Oostelijke zwart-witte colobus, Noordelijke colobus, Franjeaap, Gewone franjeaap, Noordelijke franjeaap, Oost-Afrikaanse franjeaap, Bergguereza, Gewone guereza, Guereza |            |
| Colobus polykomos           | West-Afrikaanse franjeaap              | Zuidelijke franjeaap, West-Afrikaanse colobus |            |
| Colobus satanas             | Zwarte franjeaap                       | zwarte colobus, duivelsaap |            |
| Colobus vellerosus          | Witbaardfranjeaap                      | |            |
| Condylura cristata          | Stermol                                | Sterneusmol |            |
| Conepatus humboldtii        | Patagonische skunk                     | |            |
| Conepatus leuconotus        | Oostelijke varkenssnuitskunk           | Oostelijk varkensneusstinkdier |            |
| Congosorex polli            | Congospitsmuis                         | |            |
| Conilurus albipes           | Witvoetboomrat                         | Witvoetige boomrat |            |
| Connochaetes gnou           | Witstaartgnoe                          | |            |
| Connochaetes taurinus       | Blauwe gnoe                            | Boerengnoe, Gnoe, Wildebeest, Gestreepte gnoe |            |
| Craseonycteris thonglongyai | Kitti's varkensneusvleermuis           | Hommelvleermuis, Thaise varkensneusvleermuis |            |
| Crateromys paulus           | Ilinnevelrat                           | |            |
| Crateromys schadenbergi     | Schadenbergschorsrat                   | |            |
| Cratogeomys castanops       | Mexicaanse goffer                      | |            |
| Cratogeomys merriami        | Merriams goffer                        | |            |
| Cricetomys emini            | Eminhamsterrat                         | |            |
| Cricetomys gambianus        | Gambiahamsterrat                       | Hamsterrat, bruine hamsterrat |            |
| Cricetulus barabensis       | Daurische dwerghamster                 | |            |
| Cricetulus longicaudatus    | Langstaartdwerghamster                 | |            |
| Cricetulus migratorius      | Trekhamster                            | Dwerghamster |            |
| Cricetus cricetus           | Gewone hamster                         | Hamster, Zwartbuikhamster, korenwolf |            |
| Crocidura ansellorum        | Ansells spitsmuis                      | |            |
| Crocidura caliginea         | Afrikaanse nevelspitsmuis              | |            |
| Crocidura canariensis       | Canarische spitsmuis                   | |            |
| Crocidura desperata         | Desperadospitsmuis                     | |            |
| Crocidura dhofarensis       | Dhofarspitsmuis                        | |            |
| Crocidura eisentrauti       | Eisentrauts spitsmuis                  | |            |
| Crocidura flavescens        | Grote wimperspitsmuis                  | |            |
| Crocidura goliath           | Goliathspitsmuis                       | |            |
| Crocidura gracilipes        | Peters' muskusspitsmuis                | |            |
| Crocidura harenna           | Harennaspitsmuis                       | |            |
| Crocidura jenkinsi          | Jenkins' spitsmuis                     | |            |
| Crocidura leucodon          | Veldspitsmuis                          | |            |
| Crocidura macmillani        | Macmillans spitsmuis                   | |            |
| Crocidura macowi            | Macows spitsmuis                       | |            |
| Crocidura negrina           | Negrosspitsmuis                        | |            |
| Crocidura phaeura           | Gurambaspitsmuis                       | |            |
| Crocidura picea             | Pekzwarte spitsmuis                    | |            |
| Crocidura polia             | Donkere spitsmuis                      | |            |
| Crocidura raineyi           | Raineys spitsmuis                      | |            |
| Crocidura russula           | Huisspitsmuis                          | |            |
| Crocidura sicula            | Siciliaanse spitsmuis                  | |            |
| Crocidura smithii           | Woestijnwimperspitsmuis                | |            |
| Crocidura suaveolens        | Tuinspitsmuis                          | |            |
| Crocidura telfordi          | Telfords spitsmuis                     | |            |
| Crocidura ultima            | Ultieme spitsmuis                      | |            |
| Crocidura zimmermanni       | Zimmermanns spitsmuis                  | |            |
| Crocuta crocuta             | Gevlekte hyena                         | |            |
| Crossarchus alexandri       | Alexanderkoesimans                     | |            |
| Crossarchus obscurus        | Koesimans                              | Koesimanse, Cusimanse |            |
| Crossomys moncktoni         | Moncktonbeverrat                       | |            |
| Crunomys fallax             | Noord-Luzonneusrat                     | |            |
| Cryptochloris wintoni       | Wintongoudmol                          | |            |
| Cryptochloris zyli          | Van Zijls goudmol                      | |            |
| Cryptomys hottentotus       | Hottentotmolrat                        | |            |
| Cryptomys zechi             | Zechmolrat                             | |            |
| Cryptoprocta ferox          | Fretkat                                | Fossa |            |
| Cryptotis parva             | Kortoorspitsmuis                       | |            |
| Ctenodactylus gundi         | Noord-Afrikaanse goendi                | Goendi, Kamvinger |            |
| Ctenodactylus vali          | Woestijngoendi                         | Vals goendi, Saharagoendi |            |
| Cuniculus paca              | Paca                                   | |            |
| Cuniculus taczanowskii      | Bergpaca                               | |            |
| Cuon alpinus                | Rode hond                              | Adjak, Adjag, Dhole, Aziatische wilde hond |            |
| Cyclopes didactylus         | Dwergmiereneter                        | |            |
| Cynictis penicillata        | Vosmangoest                            | Rode meerkat |            |
| Cynocephalus volans         | Filipijnse vliegende kat               | |            |
| Cynogale bennetti           | Ottercivetkat                          | Otterkat, Ottercivet |            |
| Cynomys gunnisoni           | Rocky-Mountainsprairiehond             | Witstaartprairiehond |            |
| Cynomys leucurus            | Witstaartprairiehond                   | |            |
| Cynomys ludovicianus        | Zwartstaartprairiehond                 | Gewone prairiehond |            |
| Cynomys mexicanus           | Mexicaanse prairiehond                 | |            |
| Cynomys parvidens           | Utahprairiehond                        | |            |
| Cynopterus sphinx           | Kortneusvleerhond                      | |            |
| Cystophora cristata         | Klapmuts                               | |            |

A · 
B ·
C ·
D ·
E ·
F ·
G ·
H ·
I ·
J ·
K ·
L ·
M ·
N ·
O ·
P ·
R ·
S ·
T ·
U ·
V ·
W ·
X ·
Z